# Monte Yoshino
El monte Yoshino (吉野山 Yoshino-yama?) es una montaña ubicada en el pueblo de Yoshino en el distrito de Yoshino en la prefectura de Nara, Japón. En 2004 se convirtió en parte del Patrimonio de la Humanidad de la Unesco junto al resto del conjunto denominado Sitios sagrados y rutas de peregrinación de los Montes Kii.

## Geografía
Geográficamente, el término se refiere a la ciudad de Yoshino, la región norte de Yoshino y el centro de las montañas Kii, y la misma montaña Yoshino.

## Historia
Yoshino era un lugar frecuentado por la corte imperial desde el momento en que la capital se estableció a Asuka, en el siglo VII; el Emperador Tenmu (631-686) se instaló en el lugar antes de la guerra de Jinshin y la Emperatriz Jitō (645-703) residía allí frecuentemente.

## Religión
La montaña es un santuario del sintoísmo, del budismo y del shugendō, culto ascético y sincretista de las montañas japonesas. En la antigüedad, el lugar era un sitio sagrado para las religiones primitivas, posiblemente asociado a un culto taoísta de inmortalidad.

## Cultura

### Arte y poesía
La montaña Yoshino es el tema central de un poema waka de la colección de poemas del siglo X llamada Kokin Wakashū, así como un tema importante en varios poemas del Hyakunin Isshu. También los cerezos presentes son un tema recurrente y frecuente a la literatura y pintura japonesa tradicional y, sobre todo, un movimiento artístico Yamato-e.

### Santuarios y cerezos en flor
Pueden encontrarse varios destinos religiosos y de peregrinación importantes en torno al monte Yoshino que incluyen el santuario Yoshino Mikumari, el santuario Kimpu y el Kinpusen-ji. Es muy famoso por sus abundantes cerezos en flor, los primeros de los cuales se plantaron durante la llegada de los monjes y el establecimiento de los primeros santuarios hace 1300 años. Su presencia atrae a multitud de visitantes durante su efímero florecimiento en primavera (símbolo en Japón de la mortalidad y una metáfora de la vida humana) y también por sus colores otoñales a finales de octubre.
Los cerezos crecen en grandes cantidades alrededor de todo el monte y se dice que hoy en día superan los 30000 en total. La mayoría de estos cerezos están agrupados en cuatro densas acumulaciones de árboles que reciben el nombre de senbon (mil árboles) localizadas a diferentes altitudes para favorecer su florecimiento en diferentes partes de la primavera lo que hace que desde que los primeros empiecen a florecer en la parte inferior hasta que florezcan los últimos puedan pasar hasta dos semanas. Estos agrupamientos (de mayor a menor altitud) reciben el nombre de oku-, kami-, naka-, y shimo-senbon y se encuentran en terrenos de los santuarios a lo largo del recorrido hasta la cima.

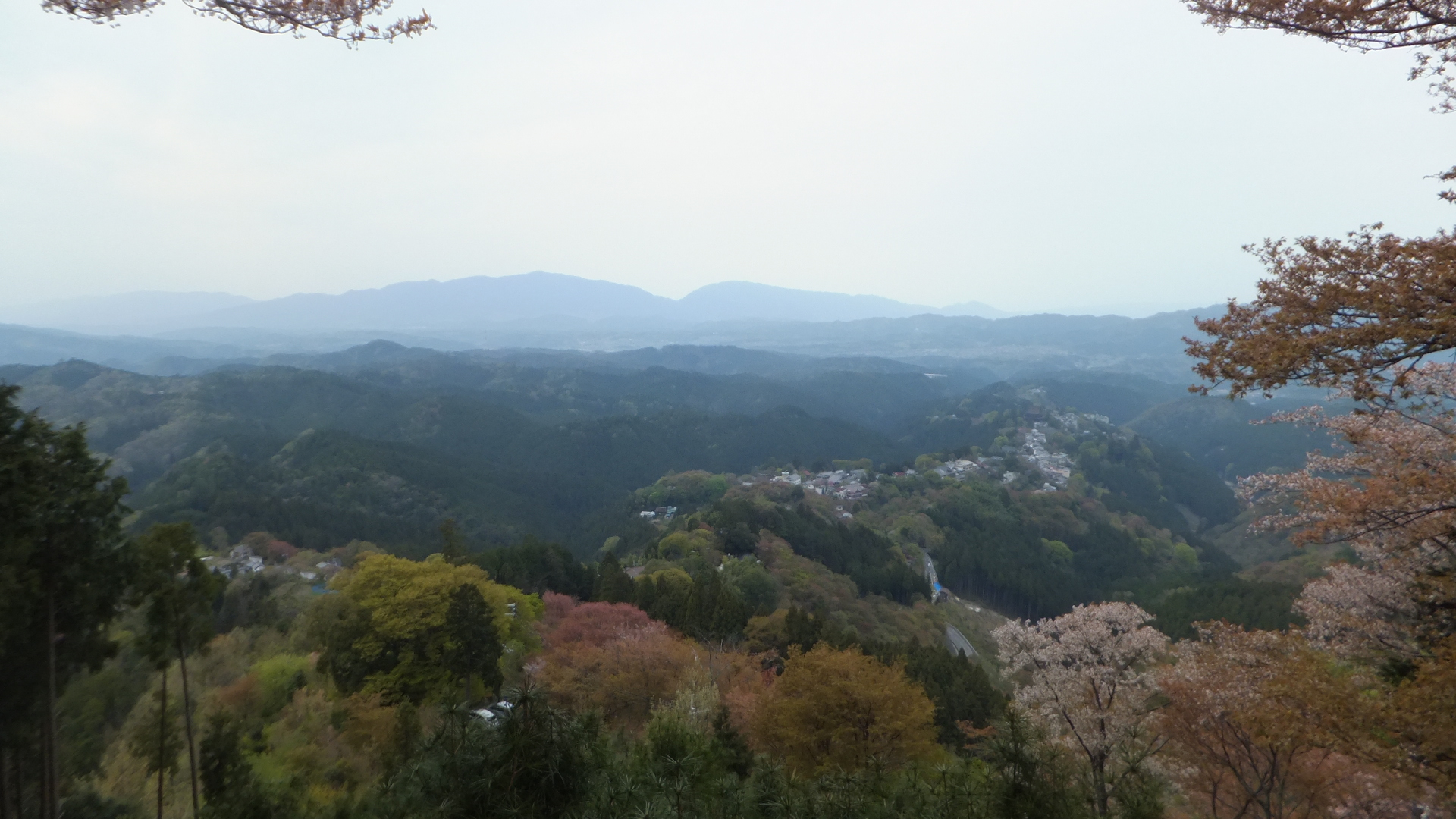
Vista general
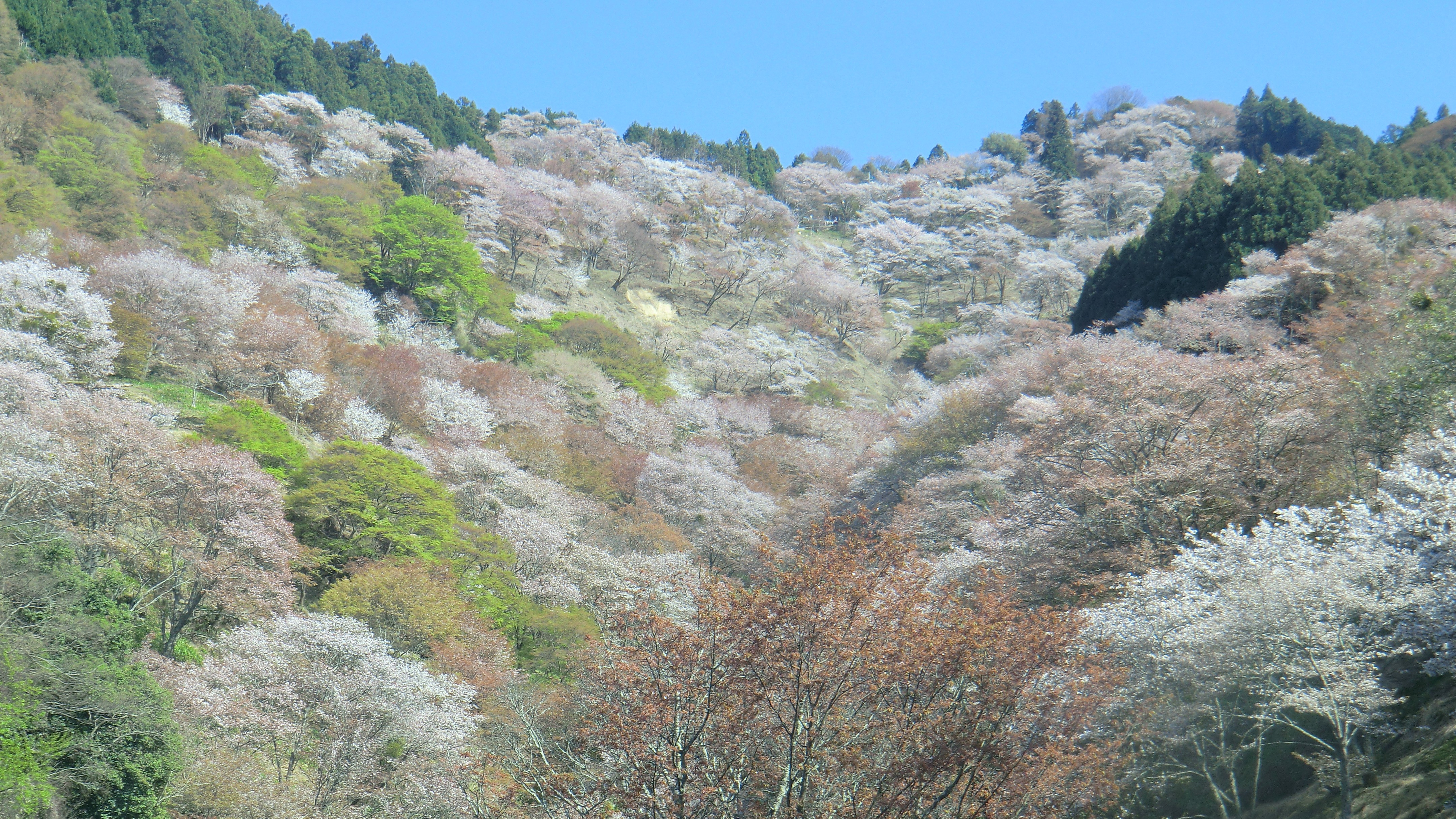
Cerezos en flor
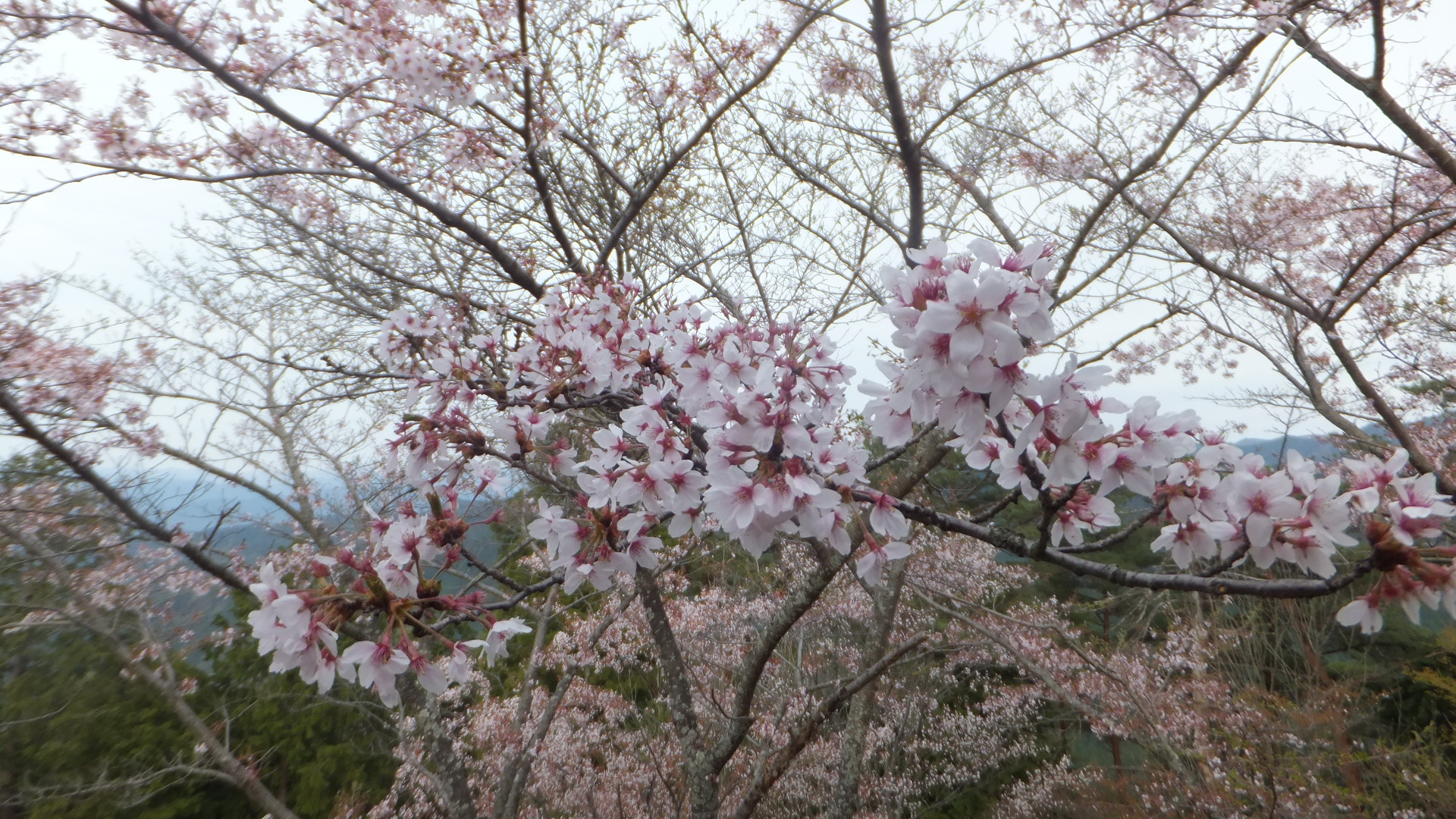
Detalle de las flores de los cerezos en la montaña Yoshino
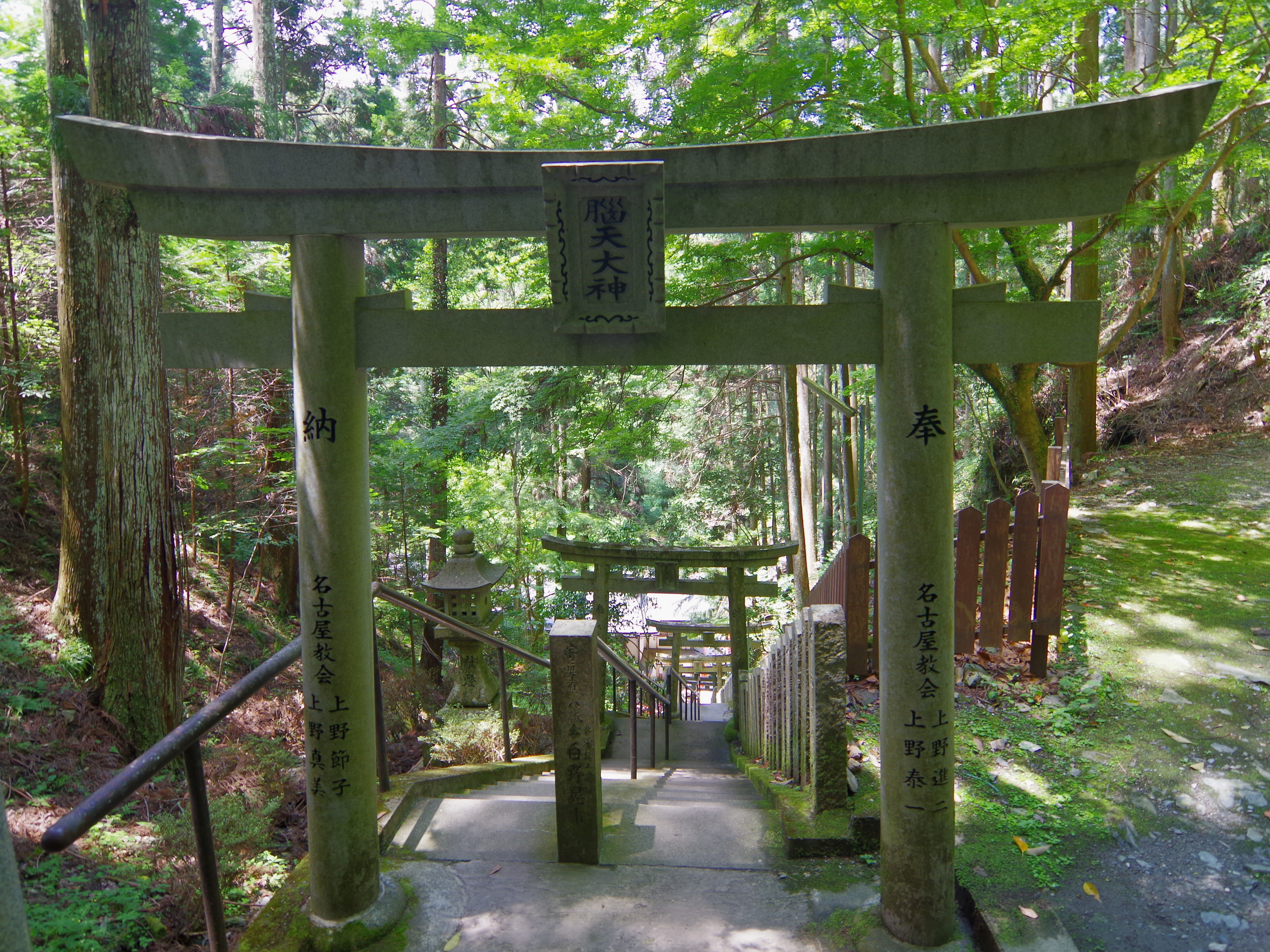
Detalle